# Kacper Nadolski
Kacper Nadolski (ur. w 2003 r. w Poznaniu) – polski kierowca kartingowy występujący w międzynarodowych zawodach kategorii KZ2. Reprezentuje barwy zespołu Lennox Racing Team. Trzeci kierowca na świecie w kategorii Shifter Rok (2020), dwukrotny zdobywca Pucharu Polski (2019 – kategoria Senior Rok, 2020 – Shifter Rok), wicemistrz Polski (2020 – kategoria Shifter Rok).

## Kariera
Pierwszy raz w zawodach kartingowych wystąpił w wieku 12 lat. Zespołem Kacpra Nadolskiego był poznański R-team. W jego barwach startował w kategoriach Easykart 60 i Junior Rok. Następnie przeniósł się do AMO Racing Team. Jako zawodnik tego zespołu został w 2019 r. zdobywcą Pucharu Polski w kategorii Senior Rok. Rok później powtórzył swój sukces. Tym razem okazał się najlepszy w kategorii Shifter Rok, dodając do tego wicemistrzostwo Polski oraz zdobywając trzecie miejsce na świecie w zawodach Rok Cup Superfinal.
W sezonie 2021 reprezentował barwy włoskiego zespołu Tony Kart Racing Team w międzynarodowych zawodach kategorii KZ2. Rok później przeniósł się do Lennox Racing Team. Jego zespół korzysta z podwozi sygnowanych nazwiskiem kierowcy Formuły 1 Charles’a Leclerca. Produkuje je firma Birel ART.

## Działalność pozasportowa
W 2021 r. Kacper Nadolski został ambasadorem Olimpiad Specjalnych Polska. Wziął udział w kampanii „#GrajmyRazem bo jesteśmy równi”. Jej celem było pokazanie jak wiele łączy zawodników Olimpiad Specjalnych Polska (osób z niepełnosprawnością intelektualną) z ich ambasadorami. Razem z Nadolskim w kampanii uczestniczyli: Anna Lewandowska, Paulina Krupińska-Karpiel, Robert Lewandowski, Tomasz Wolny oraz Jakub Wesołowski.